# Таврийский сельский совет (Акимовский район)
Таврийский сельский совет (укр. Таврійська сільська рада) — входит в состав
Якимовского района
Запорожской области
Украины.
Административный центр сельского совета находится в 
с. Таврийское.

## История
- 1912 — дата образования.

## Населённые пункты совета
- с. Таврийское
- с. Гвардейское
- с. Зерновое